# 林莉 (バレーボール)
林 莉（りん り、女性、1992年7月15日 - ）は、中華人民共和国のバレーボール選手。国内リーグでは福建省チームに所属しており、ナショナルチーム代表である。

## 来歴
福建省福清市出身。2007年に国内リーグ二部（当時）の福建省チームで競技生活に入った。2011年にナショナルチームジュニア代表に選出され、2011年にペルーで開催された世界ジュニア選手権に出場し、銅メダルに輝いた。
2011/12シーズンに国内リーグでデビューを果たした。2015年にはナショナルチーム代表メンバーとなり、アジア選手権と2015年ワールドカップではレギュラーリベロとして優勝に貢献した。翌2016年のワールドグランプリではチームが5位ながらベストリベロ、ベストディガー、ベストレシーバーに輝いた。同年のリオデジャネイロオリンピックに出場し金メダルに輝き、自身もドリームチーム（ベストリベロ）に輝いた。

## 球歴
- 三大大会
  - オリンピック - 2016年（金メダル）
  - ワールドカップ - 2015年（金メダル）
- その他大会
  - アジア選手権 - 2015年（金メダル）
  - ワールドグランプリ - 2016年（5位）

## 受賞歴
- 2016年
  - ワールドグランプリ ベストリベロ、ベストディガー、ベストレシーバー
  - リオデジャネイロオリンピック - ベストリベロ

## 参考サイト
- SINA社 - 林莉 （簡体字中国語）